# Namjagbarwa
De Namjagbarwa of Namcha Barwa (Tibetaans: གནམ་ལྕགས་འབར་བ།, Wylie: gnam lcags ’bar ba; Chinees: 南迦巴瓦峰, pinyin: Nánjiābāwǎ Fēng) is een 7882 meter hoge berg in het oosten van Tibet. De berg vormt het oostelijke uiteinde van de Himalaya. De Namjagbarwa is daarnaast de meest oostelijke berg boven de 7600 m.
De Namjagbarwa ligt binnen in de grote bocht van de rivier de Yarlung Tsangpo (Brahmaputra) en torent boven de Tsangpokloof die de rivier ingesleten heeft. Het reliëf aan de westkant van de berg is ongeveer 5000 m hoogteverschil over een horizontale afstand van slechts 12 km in vogelvlucht (tussen de top en de rivierbedding). Aan de oostzijde is het hoogteverschil nog groter: ongeveer 6800 m. Daar is het ongeveer 30 km van de top naar de rivier.
Pas in 1912 werd de Namjagbarwa correct op Britse kaarten ingetekend. De canyon is extreem moeilijk begaanbaar en is een van de minst bezochte plekken ter wereld. De eerste westerling die in de canyon doordrong was de Engelse botanicus en ontdekkingsreiziger Frank Kingdon-Ward in 1925. Kingdon-Ward schreef dat onder de lokale Tibetaanse bevolking een legende verteld werd dat de Namjagbarwa op een dag in de canyon zal storten, zodat de rivier zijn loop moet verleggen.
Tussen 1976 (het jaar van de eerste beklimming van de Batura Sar) en 1992 hield de berg het record als hoogste onbeklommen top. In de jaren 1980 waren er enkele onsuccesvolle Chinese klimexpedities. Ook twee gezamenlijke Japans-Chinese expedities in 1990 en 1991 lukte het niet de top te bereiken. Een derde Japans-Chinese expeditie in 1992 was wel succesvol. De top werd bereikt door elf klimmers op 30 oktober 1992. Daarna zijn er geen andere beklimmingen geweest.